# Eliot Elisofon

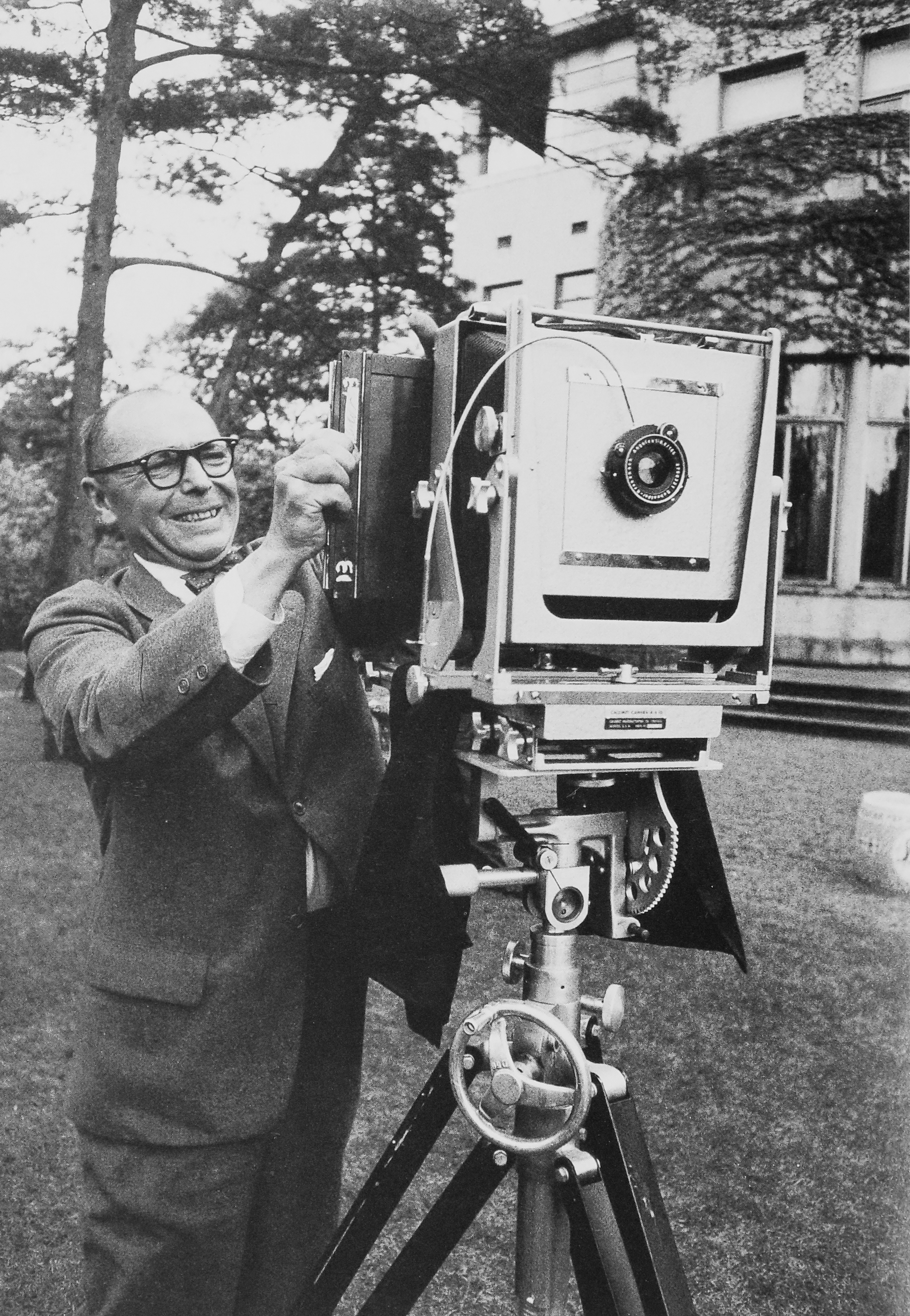
Eliot Elisofon, 1954, fotografiert von Jun Miki

Eliot Elisofon (* 17. April 1911 in New York City; † 7. April 1973 ebenda) war ein US-amerikanischer Fotograf und Fotojournalist, der für seine dokumentarischen Arbeiten und seine Beiträge zur Farbfotografie bekannt wurde.

## Leben
Eliot Elisofon wuchs im New Yorker Stadtteil Lower East Side auf und absolvierte 1929 die DeWitt Clinton High School und 1933 die Fordham University. Im Jahr 1936 gehörte er zu den Gründungsmitgliedern der Photo League, einer Vereinigung von Fotografen, die sich sozialen und kreativen Anliegen widmete. In der Photo League hatte er verschiedene Funktionen inne, unter anderem als Gastdozent, Mitorganisator von Projekten und zeitweise als Präsident. Er gab Kurse in Fotojournalismus und Blitzfotografie und nahm an zahlreichen Ausstellungen teil. Seine Kindheitserfahrungen prägten seine fotografische Mission, den Zustand des Menschen zu dokumentieren und zu verbessern. Er glaubte, dass Kunst aus der menschlichen Erfahrung entstehen und das Leben der Menschen bereichern sollte.
Von 1938 bis 1942 betrieb Eliot Elisofon ein kommerzielles Fotostudio namens August and Co, in dem er für Werbung und Mode fotografierte. Daneben verfolgte er eigene Projekte und studierte die Arbeiten anderer Fotografen. Seine ersten Aufträge für das Life Magazine erschienen 1937, darunter Tin Type Photographer und Jewish New Year. 1941 zierte sein Porträt von General Patton als erstes Farbfoto die Titelseite des Life-Magazins. Im Zweiten Weltkrieg begleitete er General Patton während des Nordafrikafeldzuges und dokumentierte die Ereignisse fotografisch. Seine Fotografien wurden in der Ausstellung The Tunisian Triumph im Museum of Modern Art gezeigt.

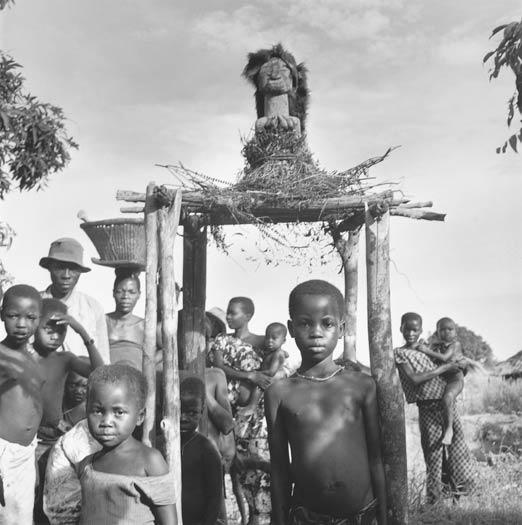
Skulptur der Songye, Beschützer des Dorfes, Region Nsapo, Kongo (Demokratische Republik). Foto von Eliot Elisofon (1947)

Eliot Elisofon bereiste im Laufe seiner Karriere alle Kontinente und legte dabei schätzungsweise 2.000.000 Meilen zurück. Seine Arbeiten erschienen fast 30 Jahre lang im Life Magazine, und zu seinen Lebzeiten wurden 19 Bücher mit seinen Fotografien veröffentlicht. Er unternahm elf Reisen nach Afrika, wo er fotografierte, Filme drehte und Kunst sammelte. Seine umfangreiche Sammlung afrikanischer Kunst und sein Fotoarchiv mit über 80.000 Bildern vermachte er dem National Museum of African Art in Washington.
Elisofon hielt häufig Vorträge in Museen, Schulen und Clubs im ganzen Land über eine Vielzahl von Themen, darunter Fotografie, afrikanische Kunst und seine Reisen. Er schrieb auch zahlreiche Artikel und Essays sowie mehrere Bücher, darunter das Kochbuch Food Is a Four-Letter Word (1948), The Sculpture of Africa (1958), Color Photography (1961), The Nile (1964), Java Diary (1969) und Erotic Spirituality (1971). Er schrieb und illustrierte drei Kinderbücher der Reihe Crowell-Collier's, die eine Woche im Leben von Kindern in anderen Ländern zeigen. Elisofon steuerte Fotografien zu Joseph Campbells Ausgabe von Heinrich Zimmers The Art of Indian Asia (1955) und Arthur Knights The Hollywood Style (1969) bei und lieferte Illustrationen für Publikationen von Time-Life Books, darunter die Kochbuchreihe Foods of the World.
Eliot Elisofon war zweimal verheiratet und hatte zwei Töchter, Elin und Jill. Seinen Hauptwohnsitz hatte Elisofon zeitlebens in New York City, ein Sommerhaus unterhielt er in Maine. Elisofon starb am 7. April 1973 in New York City an den Folgen einer schweren Gehirnblutung.
Elisofon gehörte 1964 zu den Gründungsmitgliedern des Museum of African Art in Washington und war zum Zeitpunkt seines Todes Mitglied des Kuratoriums. Er vermachte dem Museum nicht nur seine Sammlung afrikanischer Kunst, sondern auch seine Fotos, Dias und Filme über Afrika und seine Kunst. Das Museum wurde in National Museum of African Art umbenannt und die Fotografien werden in den Eliot Elisofon Photographic Archives aufbewahrt. Vor seinem Tod schenkte Elisofon auch Teile seiner Sammlung afrikanischer und pazifischer Kunst diesem Museum, dem Museum of Primitive Art in New York, dem Peabody Essex Museum in Salem, Massachusetts, dem Metropolitan Museum und anderen Institutionen.

## Werk

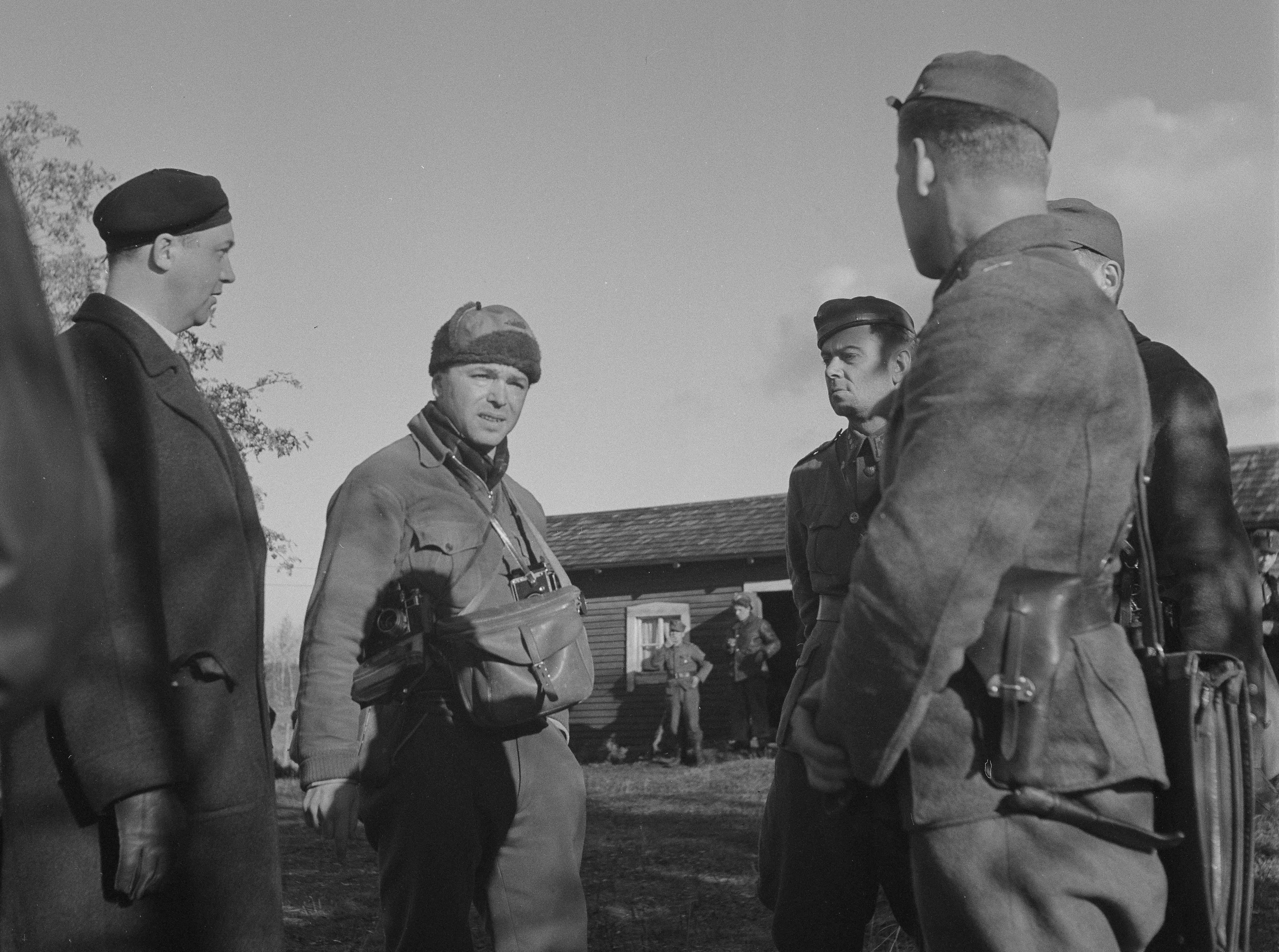
Eliot Elisofon im Gespräch mit finnischen Offizieren während des Zweiten Weltkriegs. Zu seiner Linken der Radioreporter Bjornsson von NBC. Die Aufnahme entstand in der Nähe der Straße von Tornio nach Kemi am 3. Oktober 1944

Eliot Elisofon war bekannt für seine dokumentarischen Fotografien, die sich mit sozialen Themen und dem Zustand des Menschen auseinandersetzten. Sein Werk zeichnet sich durch ein tiefes Verständnis der Lebensumstände der von ihm fotografierten Menschen aus und spiegelt sein Engagement für soziale Gerechtigkeit wider.
Elisofon hat viele berühmte Persönlichkeiten zu Lebzeiten fotografiert. Dazu gehören Tänzerinnen und Tänzer wie Martha Graham, Anna Sokolow und die Miriam Winslow-Foster Fitz-Simons Truppe; Künstler wie Julio De Diego, Marcel Duchamp, Georgia O’Keeffe und I. Rice Pereira; Bildhauer wie Chaim Gross, Isamu Noguchi, Robert Indiana, Henry Moore und William Zorach; Musiker und Sänger wie Sallie Blair, Maria Callas, Helen Gallagher und Alexander Schneider; Schauspieler, Schauspielerinnen und andere Berühmtheiten wie Ursula Andress, Eddie Cantor, Cyd Charisse, Doris Day, Greer Garson, Richard Harris, Helen Hayes, Rita Hayworth, Audrey Hepburn, Veronica Lake, Gypsy Rose Lee, Roddy McDowall, Steve McQueen, Kim Novak, Eddie Rickenbacker, Harold Rome, Mickey Rooney, Jane Russell, Barbara Stanwyck, Gloria Swanson, Elizabeth Taylor, Gene Tierney und Lana Turner; und politische Persönlichkeiten wie Harry Truman, U Thant und Nelson Rockefeller. In einer Biografie über Jazzmusiker wurden Louis Armstrong, Nat King Cole, Dave Brubeck, Chet Baker, Duke Ellington, Ella Fitzgerald, Benny Goodman, Gene Krupa und Charlie Parker vorgestellt. Zahlreiche Hollywood-Stars, darunter Natalie Wood, Charlton Heston und Henry Fonda, wurden in ihren Häusern für Elisofons Illustrationen zu Arthur Knights Buch Hollywood Style fotografiert.
Eliot Elisofon war bekannt für seine Experimente und arbeitete als Farbberater für Filme wie Moulin Rouge, Bell, Book and Candle und The Greatest Story Ever Told. 1965 inszenierte er den Prolog des Films Khartoum und einen Teil von Man Builds für das National Educational Television. Eliot Elisofon war 1967 Produzent des ABC-Dokumentarfilms Africa, und 1972 schrieb, produzierte und führte er Regie bei der vierstündigen Fernsehserie Black African Heritage für Group W (Westinghouse Broadcasting Company).
Neben dem Sammeln von afrikanischer Kunst und Skulpturen interessierte sich Elisofon auch für Kochen und Malerei und konnte seine weltweiten Reisen als Fotograf nutzen, um all diese Interessen gleichzeitig zu entwickeln. Seine Fotografien, Aquarelle und Objekte aus seiner persönlichen Sammlung indigener Kunst wurden in den USA und anderen Ländern ausgestellt.